# 8.ª etapa del Giro de Italia 2019
La 8.ª etapa del Giro de Italia 2019 tuvo lugar el 18 de mayo de 2019 entre Tortoreto Lido y Pésaro sobre un recorrido de 239 km y fue ganada por el ciclista australiano Caleb Ewan del equipo Lotto Soudal. El ciclista italiano Valerio Conti del equipo UAE Emirates conservó la Maglia Rosa.

## Clasificación de la etapa
| \| Clasificación de la etapa \| Clasificación de la etapa \| Clasificación de la etapa \| Clasificación de la etapa \| Clasificación de la etapa \| \| Ciclista \| Ciclista \| Equipo \| Tiempo \| \| \| ------------------------- \| ------------------------- \| --------------------------- \| ------------------------- \| ------------------------- \| \| 1.º \| Caleb Ewan \| Lotto-Soudal \| 5 h 43 min 32 s \| \| \| 2.º \| Elia Viviani \| Deceuninck-Quick Step \| + 0 s \| \| \| 3.º \| Pascal Ackermann \| Bora-Hansgrohe \| + 0 s \| \| \| 4.º \| Fabio Sabatini \| Deceuninck-Quick Step \| + 0 s \| \| \| 5.º \| Manuel Belletti \| Androni Giocattoli-Sidermec \| + 0 s \| \| \| 6.º \| Arnaud Démare \| Groupama-FDJ \| + 0 s \| \| \| 7.º \| Davide Cimolai \| Israel Cycling Academy \| + 0 s \| \| \| 8.º \| Marco Canola \| Nippo-Vini Fantini-Faizanè \| + 0 s \| \| \| 9.º \| Giacomo Nizzolo \| Dimension Data \| + 0 s \| \| \| 10.º \| Rüdiger Selig \| Bora-Hansgrohe \| + 0 s \| \| |                  |                             |                 |
| |                  |                             |                 |
| Fuente: ProCyclingStats |                  |                             |                 |
| Clasificación de la etapa |                  |                             |                 |
| Ciclista | Ciclista         | Equipo                      | Tiempo          |
| 1.º | Caleb Ewan       | Lotto-Soudal                | 5 h 43 min 32 s |
| 2.º | Elia Viviani     | Deceuninck-Quick Step       | + 0 s           |
| 3.º | Pascal Ackermann | Bora-Hansgrohe              | + 0 s           |
| 4.º | Fabio Sabatini   | Deceuninck-Quick Step       | + 0 s           |
| 5.º | Manuel Belletti  | Androni Giocattoli-Sidermec | + 0 s           |
| 6.º | Arnaud Démare    | Groupama-FDJ                | + 0 s           |
| 7.º | Davide Cimolai   | Israel Cycling Academy      | + 0 s           |
| 8.º | Marco Canola     | Nippo-Vini Fantini-Faizanè  | + 0 s           |
| 9.º | Giacomo Nizzolo  | Dimension Data              | + 0 s           |
| 10.º | Rüdiger Selig    | Bora-Hansgrohe              | + 0 s           |

## Clasificaciones al final de la etapa

### Clasificación general(Maglia Rosa)
| \| Clasificación general \| Clasificación general \| Clasificación general \| Clasificación general \| Clasificación general \| \| Ciclista \| Ciclista \| Equipo \| Tiempo \| \| \| --------------------- \| --------------------- \| --------------------------- \| --------------------- \| --------------------- \| \| 1.º \| Valerio Conti \| UAE Team Emirates \| 35 h 13 min 06 s \| \| \| 2.º \| José Joaquín Rojas \| Movistar Team \| + 1 min 32 s \| \| \| 3.º \| Giovanni Carboni \| Bardiani CSF \| + 1 min 41 s \| \| \| 4.º \| Nans Peters \| AG2R La Mondiale \| + 2 min 09 s \| \| \| 5.º \| Valentin Madouas \| Groupama-FDJ \| + 2 min 17 s \| \| \| 6.º \| Amaro Antunes \| CCC Team \| + 2 min 45 s \| \| \| 7.º \| Fausto Masnada \| Androni Giocattoli-Sidermec \| + 3 min 14 s \| \| \| 8.º \| Pieter Serry \| Deceuninck-Quick Step \| + 3 min 25 s \| \| \| 9.º \| Andrey Amador \| Movistar Team \| + 3 min 27 s \| \| \| 10.º \| Sam Oomen \| Team Sunweb \| + 4 min 57 s \| \| |                    |                             |                  |
| |                    |                             |                  |
| Fuente: ProCyclingStats |                    |                             |                  |
| Clasificación general |                    |                             |                  |
| Ciclista | Ciclista           | Equipo                      | Tiempo           |
| 1.º | Valerio Conti      | UAE Team Emirates           | 35 h 13 min 06 s |
| 2.º | José Joaquín Rojas | Movistar Team               | + 1 min 32 s     |
| 3.º | Giovanni Carboni   | Bardiani CSF                | + 1 min 41 s     |
| 4.º | Nans Peters        | AG2R La Mondiale            | + 2 min 09 s     |
| 5.º | Valentin Madouas   | Groupama-FDJ                | + 2 min 17 s     |
| 6.º | Amaro Antunes      | CCC Team                    | + 2 min 45 s     |
| 7.º | Fausto Masnada     | Androni Giocattoli-Sidermec | + 3 min 14 s     |
| 8.º | Pieter Serry       | Deceuninck-Quick Step       | + 3 min 25 s     |
| 9.º | Andrey Amador      | Movistar Team               | + 3 min 27 s     |
| 10.º | Sam Oomen          | Team Sunweb                 | + 4 min 57 s     |

### Clasificación por puntos(Maglia Ciclamino)
| Clasificación por puntos | Clasificación por puntos | Clasificación por puntos    | Clasificación por puntos | Clasificación por puntos |
| Ciclista                 | Ciclista                 | Equipo                      | Puntos                   |                          |
| ------------------------ | ------------------------ | --------------------------- | ------------------------ | ------------------------ |
| 1.º                      | Pascal Ackermann         | Bora-Hansgrohe              | 150 pts                  |                          |
| 2.º                      | Arnaud Démare            | Groupama-FDJ                | 98 pts                   |                          |
| 3.º                      | Caleb Ewan               | Lotto-Soudal                | 91 pts                   |                          |
| 4.º                      | Richard Carapaz          | Movistar Team               | 50 pts                   |                          |
| 5.º                      | José Joaquín Rojas       | Movistar Team               | 32 pts                   |                          |
| 6.º                      | Matteo Moschetti         | Trek-Segafredo              | 32 pts                   |                          |
| 7.º                      | Valerio Conti            | UAE Team Emirates           | 29 pts                   |                          |
| 8.º                      | Damiano Cima             | Nippo-Vini Fantini-Faizanè  | 28 pts                   |                          |
| 9.º                      | Primož Roglič            | Team Jumbo-Visma            | 27 pts                   |                          |
| 10.º                     | Marco Frapporti          | Androni Giocattoli-Sidermec | 26 pts                   |                          |

### Clasificación de la montaña(Maglia Azzurra)
| Clasificación de la montaña | Clasificación de la montaña | Clasificación de la montaña | Clasificación de la montaña | Clasificación de la montaña |
| Ciclista                    | Ciclista                    | Equipo                      | Puntos                      |                             |
| --------------------------- | --------------------------- | --------------------------- | --------------------------- | --------------------------- |
| 1.º                         | Giulio Ciccone              | Trek-Segafredo              | 32 pts                      |                             |
| 2.º                         | Fausto Masnada              | Androni Giocattoli-Sidermec | 18 pts                      |                             |
| 3.º                         | Antonio Pedrero             | Movistar Team               | 18 pts                      |                             |
| 4.º                         | Marco Frapporti             | Androni Giocattoli-Sidermec | 15 pts                      |                             |
| 5.º                         | Valerio Conti               | UAE Team Emirates           | 8 pts                       |                             |
| 6.º                         | Andrey Zeits                | Astana                      | 8 pts                       |                             |
| 7.º                         | François Bidard             | AG2R La Mondiale            | 7 pts                       |                             |
| 8.º                         | Giovanni Carboni            | Bardiani CSF                | 6 pts                       |                             |
| 9.º                         | Lucas Hamilton              | Mitchelton-Scott            | 6 pts                       |                             |
| 10.º                        | Louis Vervaeke              | Team Sunweb                 | 5 pts                       |                             |

### Clasificación de los jóvenes(Maglia Bianca)
| Clasificación del mejor joven | Clasificación del mejor joven | Clasificación del mejor joven | Clasificación del mejor joven | Clasificación del mejor joven |
| Ciclista                      | Ciclista                      | Equipo                        | Tiempo                        |                               |
| ----------------------------- | ----------------------------- | ----------------------------- | ----------------------------- | ----------------------------- |
| 1.º                           | Giovanni Carboni              | Bardiani CSF                  | 35 h 14 min 47 s              |                               |
| 2.º                           | Nans Peters                   | AG2R La Mondiale              | + 28 s                        |                               |
| 3.º                           | Valentin Madouas              | Groupama-FDJ                  | + 36 s                        |                               |
| 4.º                           | Sam Oomen                     | Team Sunweb                   | + 3 min 16 s                  |                               |
| 5.º                           | Miguel Ángel López            | Astana                        | + 4 min 27 s                  |                               |
| 6.º                           | Hugh Carthy                   | EF Education First            | + 4 min 59 s                  |                               |
| 7.º                           | Pavel Sivakov                 | Team Ineos                    | + 5 min 07 s                  |                               |
| 8.º                           | Tao Geoghegan Hart            | Team Ineos                    | + 6 min 02 s                  |                               |
| 9.º                           | Ben O'Connor                  | Dimension Data                | + 6 min 42 s                  |                               |
| 10.º                          | Andrea Vendrame               | Androni Giocattoli-Sidermec   | + 10 min 59 s                 |                               |

### Clasificación por equipos"Super Team"
| Clasificación por equipos | Clasificación por equipos   | Clasificación por equipos | Clasificación por equipos |
| Equipo                    | Equipo                      | Tiempo                    |                           |
| ------------------------- | --------------------------- | ------------------------- | ------------------------- |
| 1.º                       | Movistar Team               | 105 h 47 min 30 s         |                           |
| 2.º                       | Deceuninck-Quick Step       | + 5 min 55 s              |                           |
| 3.º                       | Androni Giocattoli-Sidermec | + 6 min 29 s              |                           |
| 4.º                       | AG2R La Mondiale            | + 6 min 43 s              |                           |
| 5.º                       | Mitchelton-Scott            | + 10 min 25 s             |                           |
| 6.º                       | Astana                      | + 10 min 34 s             |                           |
| 7.º                       | UAE Team Emirates           | + 11 min 43 s             |                           |
| 8.º                       | Bora-hansgrohe              | + 12 min 27 s             |                           |
| 9.º                       | EF Education First          | + 12 min 27 s             |                           |
| 10.º                      | Ineos                       | + 15 min 46 s             |                           |

## Abandonos
Ninguno.